# Мером (Індіана)
Мером (англ. Merom) — місто (англ. town) в США, в окрузі Салліван штату Індіана. Населення — 208 осіб (2020).

## Географія
Мером розташований за координатами 39°3′21″ пн. ш. 87°34′2″ зх. д. / 39.05583° пн. ш. 87.56722° зх. д. (39.055964, -87.567220).  За даними Бюро перепису населення США в 2010 році місто мало площу 0,92 км², уся площа — суходіл.

## Демографія
Згідно з переписом 2010 року, у місті мешкало 228 осіб у 99 домогосподарствах у складі 59 родин. Густота населення становила 248 осіб/км².  Було 123 помешкання (134/км²).
Расовий склад населення:
| - 100,0 % — білих |

До двох чи більше рас належало 0,0 %. Частка іспаномовних становила 0,4 % від усіх жителів.
За віковим діапазоном населення розподілялося таким чином: 30,3 % — особи молодші 18 років, 53,5 % — особи у віці 18—64 років, 16,2 % — особи у віці 65 років та старші. Медіана віку мешканця становила 39,4 року. На 100 осіб жіночої статі у місті припадало 101,8 чоловіків;  на 100 жінок у віці від 18 років та старших — 98,8 чоловіків також старших 18 років.
Середній дохід на одне домашнє господарство  становив 38 271 долар США (медіана — 30 000), а середній дохід на одну сім'ю — 58 734 долари (медіана — 61 875). За межею бідності перебувало 26,1 % осіб, у тому числі 27,1 % дітей у віці до 18 років та 13,0 % осіб у віці 65 років та старших.
Цивільне працевлаштоване населення становило 73 особи. Основні галузі зайнятості: освіта, охорона здоров'я та соціальна допомога — 32,9 %, публічна адміністрація — 17,8 %, мистецтво, розваги та відпочинок — 12,3 %, транспорт — 9,6 %.